# Sundbyvik
Sundbyvik är en bebyggelse i Eskilstuna kommun, Södermanlands län, belägen vid Mälaren strax öster om Kvicksund i Tumbo socken. SCB klassade bebyggelsen 2010 som en småort för att 2015 klassa den som en del av tätorten Kvicksund.